# Misumenops turanicus
Misumenops turanicus är en spindelart som beskrevs av Dmitry Evstratievich Kharitonov 1946. Misumenops turanicus ingår i släktet Misumenops och familjen krabbspindlar.
Artens utbredningsområde är Uzbekistan. Inga underarter finns listade i Catalogue of Life.